# باونس باك (أغنية ليتل ميكس)
«باونس باك» (بالإنجليزية: Bounce Back)‏ هي أغنية منفردة للفرقة البريطانية ليتل ميكس، تم اصدارها في 14 يونيو 2019. تم الإعلان عن الاغنية في 26 مايو 2019، وتم ترويجها علي مواقع التواصل الاجتماعي باستخدام وسم (هاشتاج) "?Steady... Are You Ready#". وتُعد أول أغنية للفرقة بعد توقيعهن لشركة التسجيلات آر سي إيه.